# Tajo
Der Tajo (span.) bzw. Tejo (port.; antiker Name Tagus) fließt in Ost-West-Richtung durch Spanien und Portugal und ist mit ca. 1007 km der längste Fluss auf der Iberischen Halbinsel.

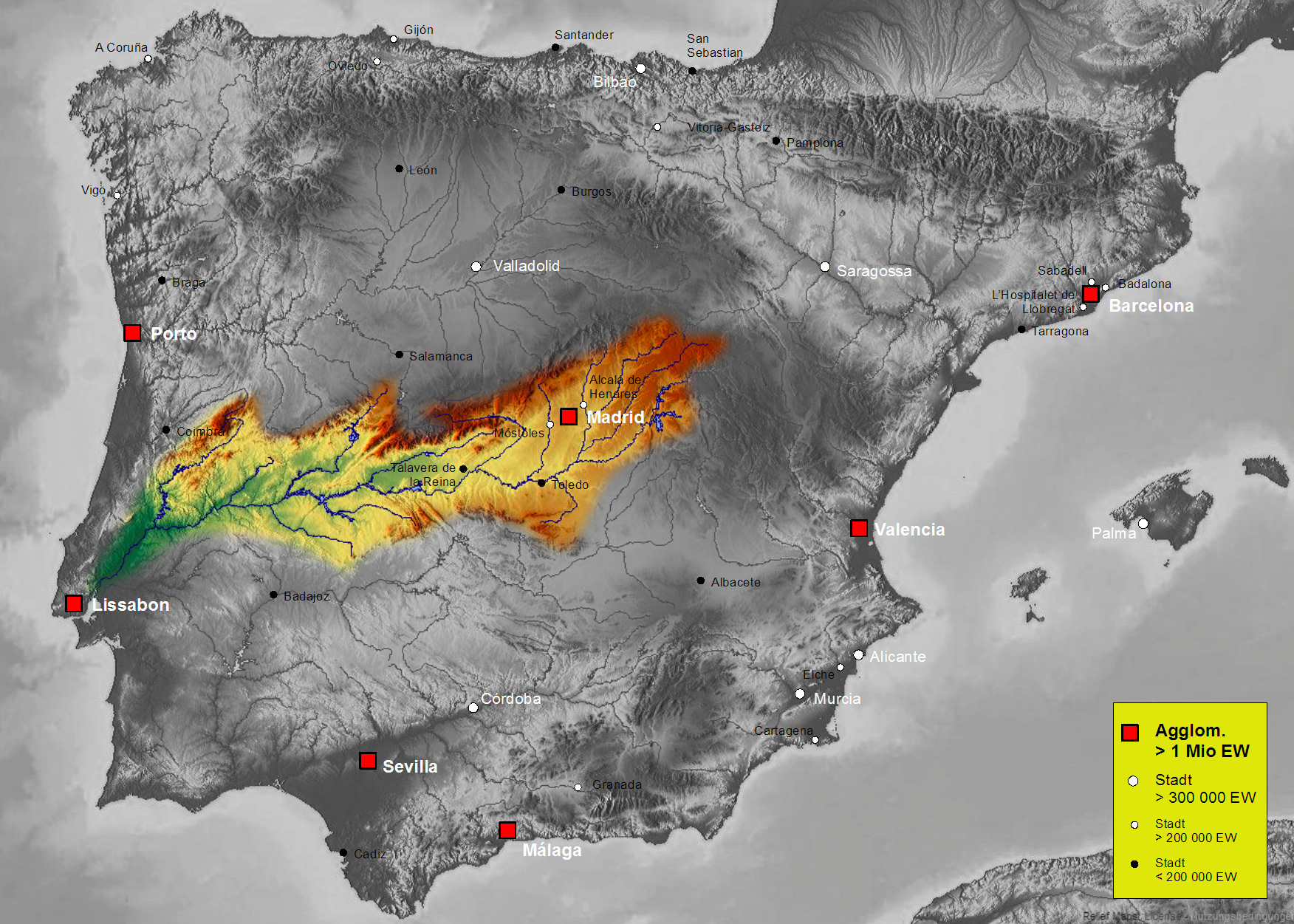
Einzugsgebiet des Tajo/Tejo auf der Iberischen Halbinsel

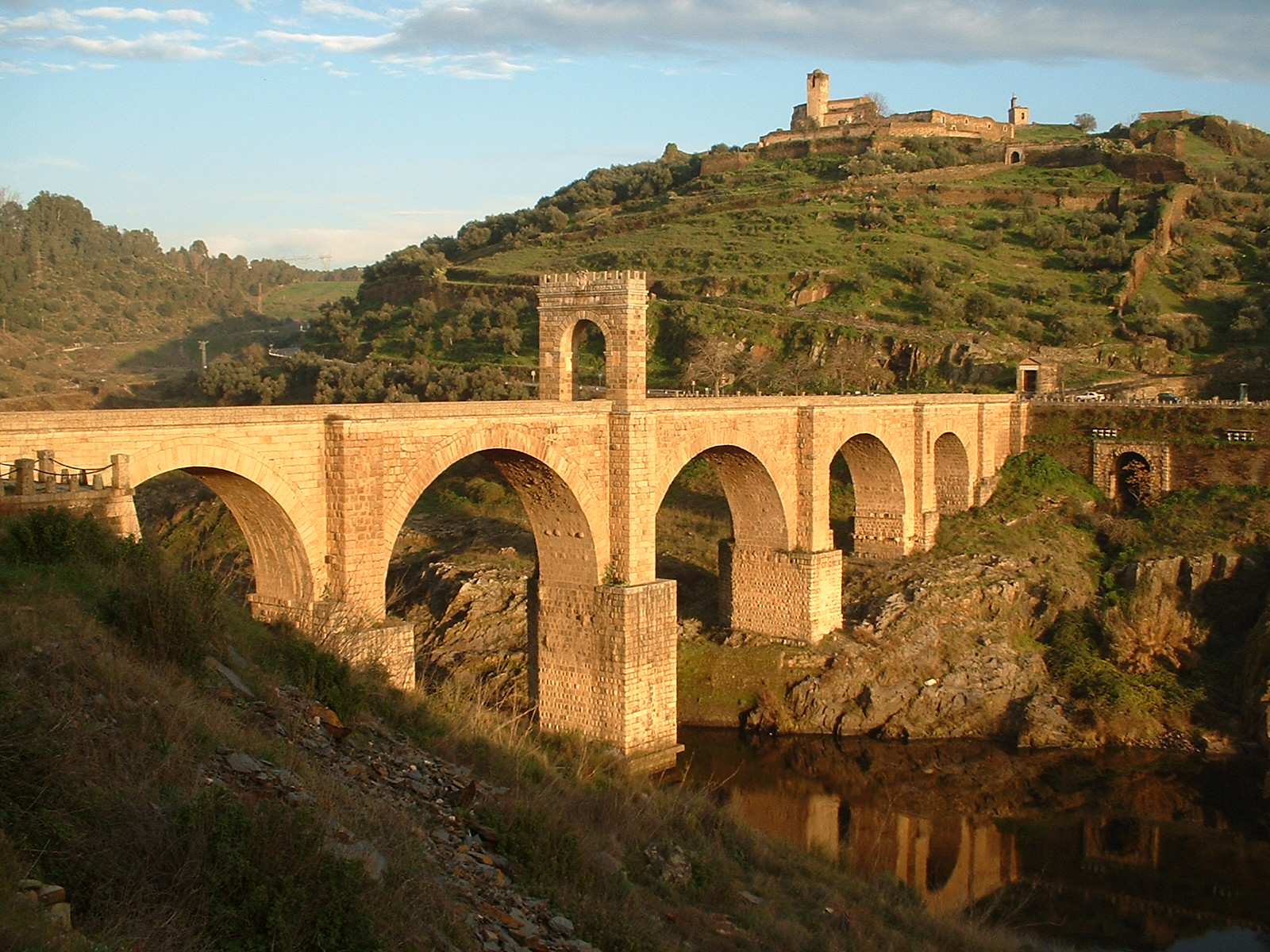
Brücke von Alcántara nahe der spanisch-portugiesischen Grenze

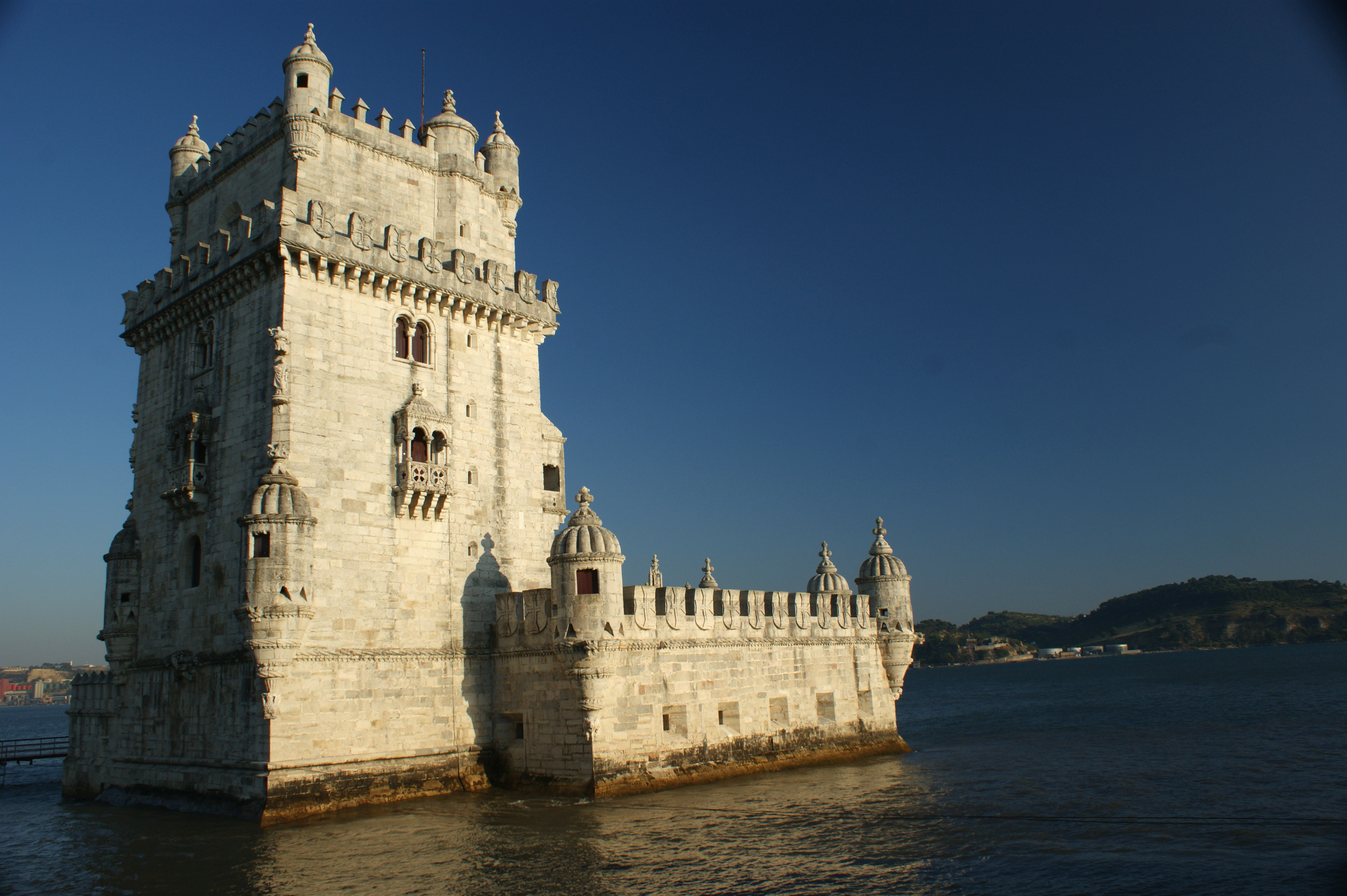
Torre de Belém bei Lissabon

## Verlauf
Der Tajo entspringt an der Quelle der Fuente García im Gebirge der Montes Universales in der Nähe der Ortschaft Frías de Albarracín (Provinz Teruel) auf etwa 1600 m Höhe. Er fließt zunächst in Richtung Nordwesten, später dann in südwestliche und westliche Richtungen – durch die Landschaft der Alcarria und etwa 40 km südlich an Madrid vorbei – durch die spanischen Städte Aranjuez, Toledo, Talavera de la Reina und Alcántara sowie durch die portugiesische Stadt Santarém. Nach ca. 816 Flusskilometern bildet der Tajo auf einer Länge von etwa 48 km die Grenze zwischen Spanien und Portugal. Danach durchfließt er auf weiteren 145 km Portugal und mündet schließlich bei Lissabon in den Atlantik.

## Einzugsgebiet
Das Einzugsgebiet des Tajo umfasst insgesamt ca. 80.600 km², wovon 69,2 % (55.810 km²) auf die spanischen Regionen Aragonien, Kastilien-La Mancha, Madrid und Extremadura und 30,8 % auf Portugal (24.790 km²) entfallen. Im spanischen Teil lebten im Jahr 2005 etwa 6,1 Millionen Menschen, im portugiesischen Teil knapp 3,5 Millionen. Auf der Iberischen Halbinsel haben nur der Duero mit 97.290 km² und der Ebro mit 85.362 km² größere Einzugsbereiche.

## Wichtige Nebenflüsse
| rechts (nördlich) - Alberche, ca. 177 km Länge - Alagón, ca. 205 km Länge - Erjas, ca. 105 km Länge - Guadarrama, ca. 132 km Länge - Jarama, ca. 190 km Länge - Ocreza, ca. 64 km Länge - Pônsul, ca. 82 km Länge - Tiétar, ca. 150 km Länge - Trancão, ca. 23 km Länge - Zêzere, ca. 215 km Länge | links (südlich) - Guadiela, ca. 115 km Länge - Algodor, ca. 55 km Länge - Ibor, ca. 60 km Länge - Almonte, ca. 97 km Länge - Salor, ca. 120 km Länge - Sorraia, ca. 155 km Länge |

Es gibt einen Kanal und einen Aquädukt zwischen dem Rio Tajo und dem Río Segura, den Tajo-Segura-Kanal.

## Bauwerke und Sehenswürdigkeiten

### Brücken
Die größte Brücke über den Fluss ist die Vasco-da-Gama-Brücke (Ponte Vasco da Gama) mit einer Gesamtlänge von 17,2 km. Sie ist die längste Brücke Europas. Weit älter sind die römische Puente de Alcántara und die mittelalterliche Puente de San Martín in Toledo. Weitere Tajo-Brücken sind die spanische Puente de Alconétar sowie in Portugal die Tejo-Brücken Ponte D. Luís I und Ponte Salgueiro Maia bei Santarém sowie die Ponte da Lezíria und Ponte 25 de Abril. In Lissabon soll zwischen der Vasco-da-Gama-Brücke und der Brücke des 25. April eine dritte Tejoüberquerung entstehen.

### Sehenswürdigkeiten
Zu den bedeutendsten Sehenswürdigkeiten der Iberischen Halbinsel und ganz Europas gehören die am Tajo bzw. Tejo gelegenen Städte Toledo und Lissabon, aber auch die Städte Aranjuez und Talavera de la Reina verdienen Beachtung.

## Kraftwerke und Stauseen
Der Tajo hat in seinem Lauf eine Vielzahl von Stauwehren, Staumauern und Stauseen. Die ersten Stauwehre stehen in seinem Oberlauf einige Kilometer östlich von Trillo. Die großen Kraftwerke und ihre Stauseen sind (flussabwärts aufgelistet):
| Kraftwerk     | Betreiber | Max. Leistung (MW) | Stausee       | Oberfläche (km²) | Volumen (Mio. m³) |
| ------------- | --------- | ------------------ | ------------- | ---------------- | ----------------- |
| Entrepeñas    |           | 782,0              | Entrepeñas    | 032,13           | .835,             |
| Bolarque      |           | 15,                | Bolarque      | 05,1             | 0.31,             |
| Almoguera     |           | 02,                | Almoguera     |                  |                   |
| Azután        |           |                    | Azután        |                  |                   |
| Valdecañas    | Iberdrola | 249,0              | Valdecañas    |                  |                   |
| Torrejón-Tajo |           |                    | Torrejón-Tajo |                  |                   |
| Alcántara     | Iberdrola | 915,0              | Alcántara     | 104,00           | 3.162,0           |
| Cedillo       |           |                    | Cedillo       |                  |                   |
| Fratel        | EDP       | 130,0              | Fratel        | 10,0             | 0.092,5           |
| Belver        | EDP       | 080,7              | Belver        | 002,86           | 0.012,5           |

Eine Bedeutung als Binnenwasserstraße besitzt der Tajo nicht. Lediglich im Bereich der Mündungsbucht von Lissabon findet Schiffs- bzw. Fährverkehr statt.

## Geschichte
Der antike griechische Geschichtsschreiber Strabon verschriftlicht den Flussnamen als Τάγος (‚Tágos‘). Von den Römern erhielt der Fluss den Namen Tagus. Historisch bedeutsam waren kriegerische Auseinandersetzungen, die im Jahr 218 v. Chr. während des Zweiten Punischen Krieges an den Ufern des Tagus zwischen Hannibal und den Carpetanern ausgetragen wurden.
In Portugal wird das Gebiet südlich des Tejo als „Alentejo“ bezeichnet, während das Gebiet nördlich des Tejo Ribatejo genannt wird.
Am 3. September 2018 wurden in der Mündung des Tajo in 12 m Tiefe Wrackteile eines gesunkenen Schiffs vom Typ Nao aus der Zeit 1575–1625 mit Pfeffer und chinesischem Porzellan jener Zeit an Bord entdeckt.